# Johann Karl Friedrich Zwahr
Johann Karl Friedrich Zwahr (niedersorbisch Jan Karlo Fryco Swora, * 14. August 1818 in Stradow, Niederlausitz; † 15. Juni 1884 in Großräschen) war ein niedersorbischer evangelischer Pfarrer, Publizist und Dichter von Kirchenliedern.

## Leben
Johann Karl Friedrich war ein Sohn des Pfarrers Johann Georg Zwahr. Nach dem Gymnasium in Cottbus studierte er Evangelische Theologie in Berlin.
Da er zunächst kein Pfarrstelle in der Niederlausitz fand, arbeitete er als Lehrer in der Anstalt für verwahrloste Kinder in Berlin bei David Traugott Kopf.
Danach war Zwahr Hilfspfarrer und Erzieher im Waisenhaus in Cottbus. 1847 gab er das Niederlausitz-wendisch-deutsche Handwörterbuch seines  Vaters heraus. In jenem Jahr war er auch Mitherausgeber der Zeitschrift Spreewälder Bote bei Robert Berger. Seit 1857 war Zwahr Pfarrer in Großräschen bis zu seinem Tod 1884.

## Publikationen (Auswahl)
- (Hrsg.:) Niederlausitz-wendisch-deutsches Handwörterbuch von J. G. Zwahr, Spremberg 1847
- 20 bibliskich bildkow ze serbskimi nowymi kjarlušami, Barmen 1860
- Serbske arije za našu lubu młoźinu,  Chośebuz 1867